# Project-X
A Project-X horizontálisan mozgó lövöldözős játék, melyet a Team17 fejlesztett és jelentetett meg 1992-ben Amigára. A játék a Konami oldalra mozgó lövöldözős játékaihoz, így például a Gradiushoz, a Salamanderhez vagy a Parodiushoz hasonló. A játékot később MS-DOS és Amiga CD32 platformokra is átírták.

## Cselekmény
A Project-X a távoli jövőben, a gyarmatosított űrben játszódik, a katonai tudósok számtalan meghibásodott katonai droidot szállítottak le a Ryxx nevű, gyarmatosítatlan Föld-típusú bolygóra. A droidok később öntudatra ébrednek, és bosszúból támadást indítanak az emberiség ellen, egy űrállomást használva arra, hogy folyamatosan újabb harci gépeket hozzanak létre. A játékos feladata, hogy a „Project X” keretében legyőzze a drodiok seregét.

## Játékmenet
A játékosok egy általuk választott űrhajót irányítanak, és idegen hajók százai ellen harcolnak. Az első szinten sűrűn megtalálható, azonban a játék előrehaladtával egyre ritkább felszedhető fejlesztések lehetővé teszik az űrhajó hét különböző fegyverének exponenciális fejlesztését.
A játék öt pályából áll. Számtalan játékos már a rendkívül nehéz végső szakasszal rendelkező második pályát sem tudta teljesíteni, míg a legtöbb nem jutott tovább a harmadik pályán, ezért a Team17 a játék Project-X SE címre keresztelt Amiga CD32-átiratánál visszábbfogta a játék nehézségét. Ez a kiadás csökkentett áron került forgalomba. Számos Amiga-magazin mellékelt a lapszámaihoz egy programmódosítást, amely lehetőséget ad a játékosoknak a pályák átugrására.

## Fogadtatás
A Next Generation magazin szerint a Project-X rendkívül sikeres volt Európában, azonban Észak-Amerikában már csak mérsékelt eladásokra volt képes. Az Amiga Computing a játékot a megjelenésekor az egyik legjobb Amigára megjelent lövöldözős játéknak nevezte, mind a grafika és a hangzás technikai kiválósága és a nehéz és érdekes játékmenete révén.

## Hatása
A játék 1996-ban X2 címmel folytatást kapott, ami kizárólag PlayStationre jelent meg.
A játékot a Team17 Superfrog című játékának egyik pályáján is kifigurázzák Project-F néven, a pálya során a Project-X főcímdalának újrakevert változata hallható.

## Fordítás
- Ez a szócikk részben vagy egészben  a   Project-X című angol Wikipédia-szócikk ezen változatának fordításán alapul.  Az eredeti cikk szerkesztőit annak laptörténete sorolja fel. Ez a jelzés csupán a megfogalmazás eredetét és a szerzői jogokat jelzi, nem szolgál a cikkben szereplő információk forrásmegjelöléseként.